# Helicteres corylifolia
Helicteres corylifolia är en malvaväxtart som beskrevs av Christian Gottfried Daniel Nees von Esenbeck och Mart.. Helicteres corylifolia ingår i släktet Helicteres och familjen malvaväxter. Inga underarter finns listade i Catalogue of Life.